# Monte Cadria
Il monte Cadria (2.254 m s.l.m.) è la montagna più alta delle Prealpi Gardesane nelle Prealpi Bresciane e Gardesane. Si trova in Trentino a nord-ovest del lago di Garda e ad ovest di Riva del Garda. È un sito storico e botanico.

## Descrizione geografica
Un'ampia descrizione del Monte la fornisce l'alpinista-giornalista Fausto Camerini nel suo scritto: "Prealpi bresciane" edito nel 2004: "Dalla vetta, sormontata da una croce e da un altare in granito, si diramano a S la cresta di Masco, che raggiunge q. 2069 ed è fasciata a E da ripidi pendii erbosi e rocciosi al di sotto di ripidi prati detti Costa di Masco; la cresta SW, che termina alla Sella della Pozza di Cadria; la cresta NW che si protende verso le Giudicarie; la cresta NE che cala alla Bocca di Tortavai e continua fino al M. Gaverdina e la cresta ESE detta anche Costa delle Tope che termina sopra la Val dei Molini di Concei con salti rocciosi. La vetta fu fortificata dagli austriaci: una serie di muniti trinceramenti, oltre che sulle creste, circondavano la montagna a E percorrendo la Costa di Masco e saldandosi con gli avamposti a 1700 m sopra Malga Vies, in prossimità delle linee italiane. La vetta era già molto frequentata dagli alpinisti dell'800. Il panorama che si gode dalla cima è grandioso: l'intera catena dell'Adamello, dal Cornone di Blumo ne al Care Alto, la Presanella, le Dolomiti di Brenta, il gruppo del Carega, il sottostante Lago di Ledro, tutte le creste attorno alla Valle di Concei, i monti del Garda. Nelle belle giornate lo sguardo si spinge sino al Monte Rosa. Lungo tutti gli itinerari di salita a M. Cadria non si trova acqua".

## Origine del nome
Secondo alcuni ricercatori il toponimo deriverebbe dalla parola latina "quadrus" che significa quadrato, per la sua forma geografica, così come la stessa forma quadrata ha prodotto altri nomi in Val di Ledro come Cadré, Cadriù a Molina, Cadré a Pieve e a Tiarno di Sotto, Val Cadrione a Prè di Ledro anche se per i glottologi Carlo Battisti e Elisabetta Ventura il termine "quadra" in Trentino prendeva il significato di divisione amministrativa della "vicinia", l'antica comunità rurale, forse derivato dalla centuriazione romana. Per altri potrebbe derivare invece dal celtico "cader" che significa monte, così come il villaggio di Cadria sito nel comune di Magasa. La montagna era già citata col termine di Cadria nell'Atlante Tirolese di Peter Anich di fine "700, mentre in alcune carte del XVI secolo e in documenti del secolo successivo era indicato un Monte de Pura, dal nome di una sottostante malga, forse a indicare la paura che l'impervia zona ispirava agli abitanti. L'origine del toponimo secondo Fausto Camerini pare derivi dal latino "cado" che indica la parte dove tra monta il sole. La cima viene detta localmente anche Geometro perché tra il 1700 e il 1800 vi sostarono a lungo i topografi austriaci per i rilievi trigonometrici e in Val di Ledro.

## Storia

### La prima guerra mondiale
Il 24 maggio 1915 quando l'Italia entrò in guerra gli Austriaci si erano muniti a difesa del Trentino sud occidentale in Val di Ledro, questa infatti venne a trovarsi esattamente tra i due schieramenti, posizionati sulle creste che andavano dal monte Nozzolo al monte Sperone (austriaci) e dal monte Carone al lago d'Ampola (italiani). Il territorio della valle subì lo sgombero coatto della popolazione, consistente in 11.400 persone, che fu trasferita, nottetempo, il 23 maggio in alcuni campi di raccolta austriaci situati in Boemia/Moravia (Cechia) e nella stessa Austria. La valle divenne zona di guerra e il fondovalle fu prontamente occupato nel mese di ottobre dalle truppe italiane che si fortificarono nell'avamposto di Bezzecca e Locca. Il Trentino meridionale costituiva per il Comando militare austriaco il Rajon III  “Südtirol” e spaziava dalle cime dell’Adamello fino al fiume Brenta. Il settore fu suddiviso in più sottosettori, tra i quali i "Subrajons Judicarien", con sede del comando a Bondo, colonnello Spiegel e l'"Abschnitt Riva", sede del comando dapprima Riva del Garda e poi ad Arco e a Ceniga, generale Anton Schiesser, inquadrati nella 50ª mezza Brigata. Trovandosi sprovvisti di truppe, perché impegnate sul fronte orientale contro l’esercito russo, i confini del Tirolo vennero difesi attraverso la mobilitazione degli Standschützen, ovvero tutti i tiratori non ancora mobilitati iscritti alle società di tiro al bersaglio, uomini sopra i 50 anni e ragazzi di età compresa dai 15 ai 18 anni. A questi si aggiunsero le guarnigioni dei forti, qualche corpo della Gendarmeria e della Guardia di Finanza e del Landsturm e un contingente dell’Alpenkorps tedesco, operativo prevalentemente sulle Dolomiti ma anche in parte in valle del Chiese e in Val di Ledro.
In particolare l'esercito austroungarico aveva iniziato fin dal 1912 ad attrezzare tutta la catena di monti che chiude a nord la Valle di Ledro partendo da Cima Palone, monte Nozzolo, monte Cadria al monte Pichea, da Cima Oro fino ai monti Rocchetta-Cima Capi verso il lago di Garda, in previsione di un'entrata in guerra dell'Italia, costruendo decine e decine di chilometri di trincee e camminamenti, postazioni per l'artiglieria in cemento armato, ricoveri in roccia e baracche destinati ad ospitare migliaia di uomini. 
Il settore del fronte Nozzolo-Cadria, fu presidiato da truppe scelte dei Kaiserjäger e fu munito di trincee, fortificazioni, vasche per la raccolta dell'acqua, teleferiche e di stazioni radiotelegrafiche. Gli alpini del Battaglione "Vestone" nel primo anno di guerra conquistarono malga Vies ma non riuscirono a penetrare le munite difese austriache se non solamente nel 1918 con il crollo del fronte per la fine della guerra. Qui combatté il tenente dei Kaiserjäger Felix Hecht von Eleda  comandante la compagnia esploratori a difesa del Nozzolo dal 9 dicembre del 1915 al 14 ottobre del 1916, caduto in battaglia sul Corno di Cavento il 15 giugno 1917 e autore di un diario di guerra. 
La sezione del fronte di Cima Oro divenne ben presto per la sua posizione uno dei pilastri dello schieramento austriaco, sottoposto ad intensi bombardamenti dalle artiglierie italiane schierate a Passo Nota e sul Monte Carone. Per difenderla da possibili assalti gli austriaci attrezzarono questo tratto di montagna, denominato Costa di Salò, con un formidabile sistema di trincee, reticolati, nidi di mitragliatrici, di cui le trincee che rappresentarono l'estremo avamposto, ad una cinquantina di metri dalle sottostanti postazioni italiane.
Nel corso dei tre anni di guerra numerosi furono i tentativi italiani di rompere questo schieramento per puntare su Cima Oro ma vennero sempre respinti dagli Standschützen del Battaglione "Lana" e dai Kaiserjäger della 5ª Streiffkompanie del 1º Reggimento, che si arresero solamente nel novembre del 1918.
Nel febbraio del 1917 il monte Cadria fu teatro dell'abbattimento dell'aereo Farman MF.11 pilotato dal sergente Attilio Rial appartenente alla 46ª Squadriglia aeroplani del Campo di aviazione di Verona-Tombetta del Servizio Aeronautico del Regio esercito italiano da parte della fanteria austriaca che gli costò la morte, mentre il suo fotografo-osservatore Mariano Rossini riuscì invece a salvarsi lanciandosi nella neve pochi istanti prima dello schianto. Il corpo fu sepolto nel cimitero militare austroungarico di Bondo e per questa azione fu decorato della medaglia d'argento al valor militare con la seguente motivazione: "Bella figura di soldato e di pilota, in molte circostanze dimostrò il più grande prezzo del pericolo, la massima calma, il più alto e nobile sentimento del dovere. Pilotando un apparecchio incaricato di individuare una batteria nemica in Val Giudicaria, per meglio agevolare l'osservatore nella scoperta della batteria stessa, scendeva a bassa quota sotto accanito fuoco, e vi rimaneva, finché, colpito a morte da una scarica di mitragliatrice, precipitava con l'apparecchio e con l'osservatore, non senza aver tentato benchè morente, un ultimo sforzo per ricondurre l'apparecchio stesso entro le nostre lince. Monte Cadria (Val Giudicaria), 20 febbraio 1917."

## Natura
È un sito botanico di importanza scientifica rilevante in quanto vi sono presenti numerosi relitti floristici ed endemismi formatisi durante l'ultima glaciazione ossia dove il ghiaccio non arrivò su quelle cime più alte: nell'alto Garda bresciano e trentino, la zona con il massimo addensamento delle specie endemiche è la catena del monte Tremalzo-Tombea-Caplone ove sono presenti l´aquilegia a foglie di Pigamo (Aquilegia thalictrifolia), la timelea delle rocce (Daphne petraea), il ranuncolo bilobo (Ranunculus bilobus) e la viola di Duby (Viola dubyana). La flora del Monte fu erborizzata dai più noti naturalisti del XIX secolo, tra questi don Pietro Porta a partire dal 1870 quando fu nominato parroco di Locca e maestro di scuola elementare e da Angelo Foletto. Nei primi anni del Novecento il Monte fu scalato da Hans Reinl, uno dei più dotati alpinisti austriaci di quei tempi e ne diede comunicazione al Club Alpino di Vienna nel 1909. Furono quelli dei primi Novecento gli anni delle sfide orgogliose tra i giovani rocciatori austriaci, della continua ricerca di una nuova tecnica di scalata e di un miglior approccio mentale con la montagna, più rispettoso della natura dei luoghi incontrati senza l'impiego e l'abbandono sulle pareti di chiodi, corde o staffe. Hans Reinl scalò nella sua carriera sportiva oltre 600 vette o torrioni in tutte le Alpi orientali austriache, nelle Dolomiti trentine e nel massiccio del Brenta, nelle montagne a cornice del Lago di Garda e di Ledro, le Alpi Giulie, l'Ötztaler, Alti Tauri, le Alpi di Berchtesgaden, Tennengebirge, Gesäuse, Höllengebirge e Dachstein.

## Vie di accesso
L'accesso più comodo, ma impegnativo dal punto di vista fisico, in circa 11,4 km e 6 ore di tempo fra andata e ritorno, si snoda sul tracciato che si diparte dalla località ex Centrale idroelettrica di Lenzumo nel comune di Ledro nella Valle di Concei. Qui posteggiata l'automobile si prende la strada forestale che porta a malga Vies (SAT 423), detto il "Senter de Vies" e si continua lungo una mulattiera verso il monte Cadria. Nella valle di Cadria si prende il sentiero sulla destra che percorre il crinale della montagna fino alla cima che domina tutta la valle. Si ridiscende verso malga Cadria seguendo il sentiero non numerato che percorre il versante opposto della valle di Cadria. Si raggiunge Malga Cadria, da cui si rientra lungo lo stesso tracciato dell'andata.
Altro accesso è quello dalla località  Deserta di Pieve di Bono-Prezzo in 10 km circa e 3.30 ore di cammino di sola salita. Parcheggiata la macchina in località Deserta, una piccola frazione di Pieve di Bono-Prezzo situata poco oltre il Forte Carriola, si continua a piedi lungo la strada asfaltata che sale alla Malga Ringia. Si prosegue lungo la strada asfaltata fino a giungere a un bivio segnato da un crocefisso e poi seguendo le indicazioni per Malga Cadria-Pozza di Cadria. Raggiunto l'alpeggio in circa 2 ore si segue il sentiero per la cima Cadria con due possibilità di scelta: la prima (sentiero ufficiale) scende alla Malga di Cadria e poi risale sul versante opposto, dove si imbocca il sentiero per la vetta. La seconda possibilità permette di non perdere quota scendendo fino alla Malga, ma di girare verso sinistra, attorno alla conca e prendere il sentiero per la vetta circa 10/15 m di quota più alti rispetto alla prima possibilità. Il sentiero per la vetta viene caldamente raccomandato a chi non soffre di vertigini e ha un buon livello di esperienza in montagna essendo classificato come “sentiero per escursionisti esperti”, EE.